# Kandydat (film 2004)
Kandydat (The Manchurian Candidate) – amerykański thriller z 2004 roku, oparty na powieści Richarda Condona – The Manchurian Candidate oraz na filmie Przeżyliśmy wojnę – thrillerze z 1962 roku w reżyserii Johna Frankenheimera.
W filmie występuje m.in. Denzel Washington jako Bennett Marco, nieustępliwy i prawy żołnierz, Liev Schreiber jako Raymond Shaw, kongresmen z Nowego Jorku, starający się o fotel wiceprezydenta, Jon Voight jako Tom Jordan, amerykański senator i konkurent na stanowisko wiceprezydenta oraz Meryl Streep jako Eleanor Shaw, również senator, bezwzględna matka Raymonda Shawa.

## Obsada
- Denzel Washington jako Ben Marco
- Liev Schreiber jako Raymond Shaw
- Meryl Streep jako Eleanor Shaw
- Kimberly Elise jako Rosie
- Bruno Ganz jako Richard Delp
- Jon Voight jako senator Thomas Jordan
- Dean Stockwell jako Mark Whiting
- Vera Farmiga jako Jocelyn Jordan
- Miguel Ferrer jako Garrett
- Ted Levine jako pułkownik Howard
- Charles Napier jako generał Sloan
- David Keeley jako Anderson
- Jeffrey Wright jako Al Melvin
- Teddy Dunn jako Wilson
- Carol Lewis jako Abby
- Joaquin Perez-Campbell jako Atkins
- Tim Artz jako Jameson
- Obba Babatunde jako senator Wells

### Nominacje
2005 Akademia Science Fiction, Fantasy i Horroru (Saturny)
- Najlepszy film akcji/przygodowy/thriller
- Najlepszy aktor drugoplanowy – Liev Schreiber
- Najlepsza aktorka drugoplanowa – Meryl Streep

2005 Nagrody filmowe BAFTA
- Najlepsza aktorka drugoplanowa – Meryl Streep

2005 Black Reel
- Najlepszy aktor drugoplanowy – Jeffrey Wright
- Najlepsza aktorka drugoplanowa – Kimberly Elise

2005 Złote Globy
- Najlepsza aktorka w roli drugoplanowej – Meryl Streep